# برايان هيل
برايان هيل (بالإنجليزية: Brian Hill)‏ (و. 1941 – 2016 م) هو لاعب كرة قدم، من المملكة المتحدة، توفي عن عمر يناهز 75 عاماً.